# 恽代英

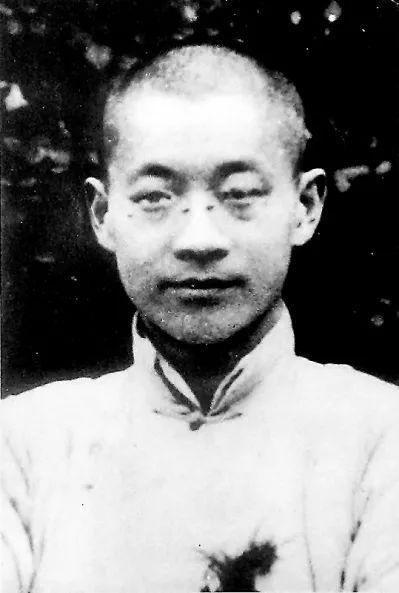
恽代英

恽代英（1895年—1931年4月29日），字子毅，化名王作霖，湖北武昌人（祖籍江苏武进）。中国共产党早期领导人。

## 生平

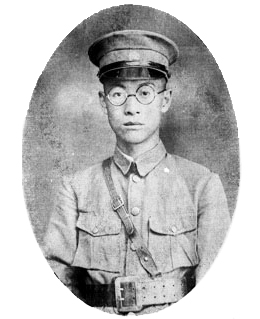
时任黄埔军校政治部教官的恽代英

恽代英系出毗陵恽氏北恽，为张之洞幕僚、画家恽元复之孙。恽代英於1913年（民國二年）進入私立武昌中华大学，在學深受無政府主義的影響，他與梁紹文等三人成立具有克魯泡特金理論色彩的互助社，1918年畢業後留校任教。1919年，他擔任中華大學附中部主任/校長，在武漢參與五四运动，在10月加入少年中國學會，1920年與萧楚女等組織中国社会主义青年团，同年2月和林育南、廖煥星組織利群書社。1921年，他翻譯了考茨基的《階級鬥爭》，也是在這個時候試驗新村生活失敗了，他也因此轉向共產主義；7月15日在湖北参与成立共存社，後加入中国共产党。1923年，他前往上海，在上海大学任教员，参加共青团中央领导工作，并任中国青年杂志主编，從這時起發表近一百六十篇文章，多和教育，政治有關。
1924年他奉命加入中国国民党（聯俄容共），推动共产党和国民党的合作。1925年，他在上海领导五卅运动。1926年1月赴广州参加国民党第二次全国代表大会，当选为国民党中央执行委员，会后，留广州工作。5月，在黄埔军校任政治部教官，并任中共党团书记。7月北伐，留守广州。
1927年1月奉调武汉，主持中央军事政治学校武汉分校工作。7月抵达九江，参与领导南昌起义。當選中共五屆中央委員，12月，他领导了广州起义，任广州苏维埃政府秘书长，失败后流亡香港从事秘密工作，并继续负责编辑《红旗》杂志。1928年秋奉调上海，担任党中央组织部秘书长。年底，他开始主持中共宣传工作。1929年6月在中共六届二中全会上被补选为中央委员。但因批评李立三遭报复，被撤除中央职务，並任中共上海沪东区委书记。
1930年4月上旬回上海。5月6日，在沪东杨树浦怡和纱厂门前被捕，他佯称自己名叫王作霖，是失业工人。巡捕从恽代英身上搜出眼镜、自来水笔和一些传单，於是把他关押进提篮桥监狱。在狱中，恽代英以“煽动集会”的罪名被判了五年徒刑。不過顾顺章在武汉背叛中共，並供出王作霖就是恽代英。1931年2月，恽代英被押往南京江东门外国民党中央军人监狱。蒋介石派人劝降未果后，4月29日将其枪决于南京军人监狱。
恽代英死前在狱中留有就义诗一首：“浪迹江湖忆旧游，故人生死各千秋。已摈忧患寻常事，留得豪情作楚囚。”

## 家庭
- 第一任妻子沈葆秀，1918年2月25日难产死。
- 第二任妻子沈葆英（1906年—1989年6月12日），沈葆秀之妹，1927年1月16日结婚。儿子恽希仲（1928年12月15日—2012年8月28日）。